# Matija Katanec
Matija Katenec (ur. 4 maja 1990 w Varaždinie) – chorwacki piłkarz grający na pozycji obrońcy w węgierskim klubie Mezőkövesd Zsóry FC. Młodzieżowy reprezentant Chorwacji.